# 36 Fillette
Pour plus de détails, voir Fiche technique et Distribution.
36 Fillette  est un film français réalisé par Catherine Breillat, sorti en 1988.

## Synopsis
Lili, quatorze ans, passe ses vacances dans un camping avec ses parents et son frère. Un soir, elle rencontre Maurice, personnage cynique de quarante ans qui cherche à la séduire. Une relation ambiguë s'installe alors.

## Fiche technique
- Titre original : 36 Fillette
- Réalisation : Catherine Breillat
- Scénario : Catherine Breillat, d'après son roman homonyme
- Musique : Jean Minondo, Miles Davis
- Directeur de la photographie : Laurent Dailland
- Décors : Olivier Paultre
- Costumes : Valérie Seydoux
- Montage : Yann Dedet
- Production déléguée : Emmanuel Schlumberger, Valérie Seydoux
- Production exécutive : Pierre Sayag
- Sociétés de production : French Productions, Catherine Breillat Films, Compagnie Française Cinématographique
- Société de distribution : Gaumont Distribution
- Pays d'origine :  France
- Langue originale : français
- Format : couleur — 35 mm — 1,66:1 — son Mono
- Genre : drame
- Durée : 88 minutes
- Date de sortie :
  - France : 23 mars 1988
- Interdiction aux moins de 12 ans à sa sortie en salles en France.

## Distribution
- Delphine Zentout : Lili
- Étienne Chicot : Maurice
- Olivier Parnière : Bertrand
- Adrienne Bonnet : La mère
- Jean-François Stévenin : Le père
- Jean-Pierre Léaud : Boris Golovine
- Berta D. Dominguez : Anne-Marie
- Diane Bellego : Georgia
- Stéphane Moquet : Gi-Pe
- Cécile Henry : Laetitia
- Michel Scotto di Carlo : Stéphane
- Anny Chasson : Mme Weber
- Jean-Claude Binoche : M. Weber
- Christian Lafitte : le conducteur
- Christian Andia : le portier de l'Opium
- Alberto Maccione : le premier para

## Bande originale
- Les Gars de la narine par Jacques Dutronc
- C'est comme ça par Rita Mitsouko
- The Telephone call par Kraftwerk
- Sexobject par Kraftwerk
- I'll walk alone par Ricky Nelson
- Cache-cache party par Pijon
- Un soir de pluie par Blues Trottoir
- Ouragan par Stéphanie de Monaco

## Accueil

### Exploitation du film
Nombre total d'entrées en fin d'exclusivité (Paris) : 18 584

### Critiques
« Du Pialat à la puissance 1 000. À l’époque, Breillat n’avait pas trop été remarquée, mais elle aurait dû, avec ce film audacieux et antiromantique. Ignorant toute espèce de complaisance, elle regarde presque froidement les relations amoureuses et le désir, en particulier adolescent. C’est fort, c’est cru. »

— Vincent Ostria, Les Inrocks

« (en) Breillat has made a film far more complex than it might seem. This film depicts the sort of situation one "should" deplore, but the film is so specifically about two particular people that it slips away from convention and just quietly goes its own way.
Breillat a fait un film beaucoup plus complexe qu'il n'y paraît. Ce film dépeint le type de situation que l'on "devrait" déplorer, mais le film est si spécifiquement à propos de deux personnes particulières qu'il sort de la convention et va tranquillement son propre chemin »

— Roger Ebert, Chicago Sun Times, 10 février 1989

« Personne n’est le plus fort, chacun est saisi du même manque d’assurance, du même dégoût de soi. Pour cela, Catherine Breillat mise aussi sur la participation de plusieurs comédiens eux-mêmes fameusement instables, comme Jean-Pierre Léaud, qui excelle à réciter un monologue dont il a le secret, sous les yeux de la débutante Delphine Zentout, qui ne fera pas carrière tout en continuant à tourner. Ou Jean-François Stevenin, comme un fauve en cage dans sa caravane, qui jette littéralement sa progéniture à terre pour la gifler, avant de s’administrer lui-même les soufflets de façon pragmatique et paternelle (« les gifles, c’est rien les gifles ! ») au son des cris de son épouse. Le décor estival est planté… Mais entre le jeu et la lassitude, parfaitement incarné par le flegmatisme rustaud d’Étienne Chicot, comédien à l’apparente désinvolture et musicien à ses heures, le jeu gagne souvent. »

— Arte, 7 août 2007